# Mistrzostwa Świata U-19 w Rugby Union Mężczyzn 1992
Mistrzostwa Świata U-19 w Rugby Union Mężczyzn 1992 – dwudzieste czwarte mistrzostwa świata U-19 w rugby union mężczyzn zorganizowane przez IRB i FIRA, które odbyły się w Madrycie w dniach od 12 do 19 kwietnia 1992 roku.

## Grupa A
Argentyńczycy, w składzie z Santiago Phelanem i Mario Ledesmą, w półfinale pokonali Hiszpanów 59-3, wcześniej zaś rozgromili Polaków 89-3 i Tajwańczyków 92-3. W finale zawodów ulegli natomiast Francuzom Fabiena Pelous 22-18.
| Miejsce | Reprezentacja        |
| ------- | -------------------- |
| 1       | Francja U-19         |
| 2       | Argentyna U-19       |
| 3       | Włochy U-19          |
| 4       | Hiszpania U-19       |
| 5       | Polska U-19          |
| 6       | Urugwaj U-19         |
| 7       | Rumunia U-19         |
| 8       | Czechosłowacja U-19  |
| 9       | Portugalia U-19      |
| 10      | Niemcy U-19          |
| 11      | Belgia U-19          |
| 12      | Chińskie Tajpej U-19 |

## Grupa B
| Miejsce | Reprezentacja   |
| ------- | --------------- |
| 1       | Paragwaj U-19   |
| 2       | Maroko U-19     |
| 3       | Andora U-19     |
| 4       | Tunezja U-19    |
| 5       | Szwajcaria U-19 |
| 6       | Szwecja U-19    |